# Courtney Wildin
Courtney James Wildin (Crewe, 31 marzo 1996) è un ex calciatore antiguo-barbudano con cittadinanza britannica, di ruolo difensore.

## Biografia
Suo fratello minore Luther è a sua volta un calciatore professionista.

## Caratteristiche tecniche
È un terzino sinistro.

## Carriera

### Club
Dopo aver giocato nelle giovanili dell'Aston Villa, viene tesserato dallo Sheffield Weds, che nel gennaio del 2016 lo cede in prestito al Gainsborough Trinity, club con il quale Wildon gioca cinque partite in National League North (sesta divisione inglese) in un solo mese di permanenza: già nel febbraio dello stesso anno viene infatti richiamato dagli Owls e contestualmente subito ceduto, sempre in prestito, al Lincoln City, in National League (quinta divisione): il prestito ai Red Imps, inizialmente della durata di un mese, viene poi esteso fino a fine stagione, dandogli modo di giocare in totale quattro partite di campionato. A fine anno lo Sheffield Wednesday non rinnova il suo contratto in scadenza, lasciandolo quindi svincolato. Dopo breve tempo si accasa al Boston United, in National League North; fatto salvo il mese di dicembre 2016 (in cui gioca in prestito all'Hednesford Town, giocandovi tre partite in settima divisione) ed un ulteriore periodo in prestito al Corby Town, trascorre il resto della stagione al Boston United, con cui disputa in totale 10 partite di campionato. Nell'estate del 2017 si trasferisce quindi insieme al fratello Luther al Nuneaton Town, con cui nel 2017 gioca ulteriori nove partite in National League North, per poi nell'ottobre dell'anno in questione passare al Nantwich Town, in Northern Premier League (settima divisione), categoria in cui conclude la stagione 2017-2018 e nella quale disputa poi anche la stagione 2018-2019, con la maglia del Coalville Town.
Nel dicembre del 2018 ha annunciato di essere affetto da una leucemia.

### Nazionale
Tra il 2016 ed il 2018 ha giocato otto partite con la nazionale antiguo-barbudana.

## Statistiche

### Cronologia presenze e reti in nazionale
| Cronologia completa delle presenze e delle reti in nazionale ― Antigua e Barbuda | Cronologia completa delle presenze e delle reti in nazionale ― Antigua e Barbuda | Cronologia completa delle presenze e delle reti in nazionale ― Antigua e Barbuda | Cronologia completa delle presenze e delle reti in nazionale ― Antigua e Barbuda | Cronologia completa delle presenze e delle reti in nazionale ― Antigua e Barbuda | Cronologia completa delle presenze e delle reti in nazionale ― Antigua e Barbuda | Cronologia completa delle presenze e delle reti in nazionale ― Antigua e Barbuda | Cronologia completa delle presenze e delle reti in nazionale ― Antigua e Barbuda |
| Data                                                                             | Città                                                                            | In casa                                                                          | Risultato                                                                        | Ospiti                                                                           | Competizione                                                                     | Reti                                                                             | Note                                                                             |
| -------------------------------------------------------------------------------- | -------------------------------------------------------------------------------- | -------------------------------------------------------------------------------- | -------------------------------------------------------------------------------- | -------------------------------------------------------------------------------- | -------------------------------------------------------------------------------- | -------------------------------------------------------------------------------- | -------------------------------------------------------------------------------- |
| 7-9-2018                                                                         | North Sound                                                                      | Antigua e Barbuda                                                                | 0 – 3                                                                            | Saint Lucia                                                                      | CONCACAF Nations League 2019-2020 - Qualificazioni                               | -                                                                                |                                                                                  |
| 12-10-2018                                                                       | Nassau                                                                           | Bahamas                                                                          | 0 – 6                                                                            | Antigua e Barbuda                                                                | CONCACAF Nations League 2019-2020 - Qualificazioni                               | -                                                                                |                                                                                  |
| 19-11-2018                                                                       | Fort-de-France                                                                   | Martinica                                                                        | 4 – 2                                                                            | Antigua e Barbuda                                                                | CONCACAF Nations League 2019-2020 - Qualificazioni                               | -                                                                                |                                                                                  |
| Totale                                                                           |                                                                                  | Presenze                                                                         | 8                                                                                |                                                                                  | Reti                                                                             | 0                                                                                |                                                                                  |